# Syneches brevispinus
Syneches brevispinus är en tvåvingeart som beskrevs av Collin 1929. Syneches brevispinus ingår i släktet Syneches och familjen puckeldansflugor. Inga underarter finns listade i Catalogue of Life.